# Сцена у башти Раундхеј
Сцена у башти Раундхеј је врло кратак неми филм снимљен 14. октобра 1888. и за који се верује да је најстарији преживели филм који постоји. Француски проналазач Луј Ле Принс фотографисао је сцену која је смештена у Оуквуд Грејнџ у Раундхеју, Лидс на северу Енглеске. Коришћена камера је патентирана у Уједињеном Краљевству 16. новембра 1888. године. Сцена припада жанру актуалног филма који приказује стварне особе, места и догађаје, али не прича причу, чињеничну или измишљену.
Луј ле Принс је замолио своје пријатеље да ураде нешто смешно како би снимио кратак филм.

## Преглед
Према речима Ле Принсовог сина, Адолфа, филм је снимљен у Оуквуд Грејнџу, дому Џозефа и Саре Витли, у Раундхеју, Лидс, Западни Рајдинг у Јоркширу, Енглеска, 14. октобра 1888. године. На снимку се налазе Луисов син Адолф Ле Принс, његова свекрва Сара Витли (рођена Робинсон, 1816–1888), његов таст Џозеф Витли (1817–1891) и Ени Хартли у башти Оуквуд Грејнџа, лагано обилазећи башту локала. 
Сара се види како хода – или плеше – унатраг док се окреће, а види се како Џозефове капе лете док се и он окреће. Џозеф и Сара Витли били су родитељи Ле Принсове супруге, Елизабет. Верује се да је Ени Хартли пријатељица Ле Принса и његове жене. Сара Витли је умрла десет дана након што је сцена снимљена. Оаквуд Грејнџ је срушен 1972. и замењен је модерним кућиштем; једини остаци су вртни зидови. Суседни велелепни дом, Оуквуд Хол, и даље остаје као старачки дом.

## Чување
Оригинална секвенца је снимљена на Истман Кодак папирној бази фотографског филма помоћу камере Луја Ле Принса са једним сочивом. Током 1930-их, Национални музеј науке (НСМ) у Лондону произвео је фотокопију стаклене плоче од 20 преживелих оквира са оригиналног негатива пре него што је изгубљен. Копирани кадрови су касније мастеровани на 35 мм филм.